# 尼雷勒费龙
尼雷勒费龙（法語：Nuret-le-Ferron，法語發音：[nyʁɛ lə fɛʁɔ̃]）是法国安德尔省的一个市镇，位于该省中部偏西南，属于勒布朗区。

## 地理
尼雷勒费龙（46°41'3"N, 1°25'59"E）面积47.29 平方千米，位于法国中央-卢瓦尔河谷大区安德尔省，该省份为法国中部省份，北起卢瓦-谢尔省，西北接安德尔-卢瓦尔省，西南接维埃纳省，南至克勒兹省和上维埃纳省，东临谢尔省。
与尼雷勒费龙接壤的市镇（或旧市镇、城区）包括：沙斯讷伊、希特赖、梅奥贝克、米涅、讷耶莱布瓦、拉佩鲁耶、里瓦雷讷、圣戈捷。

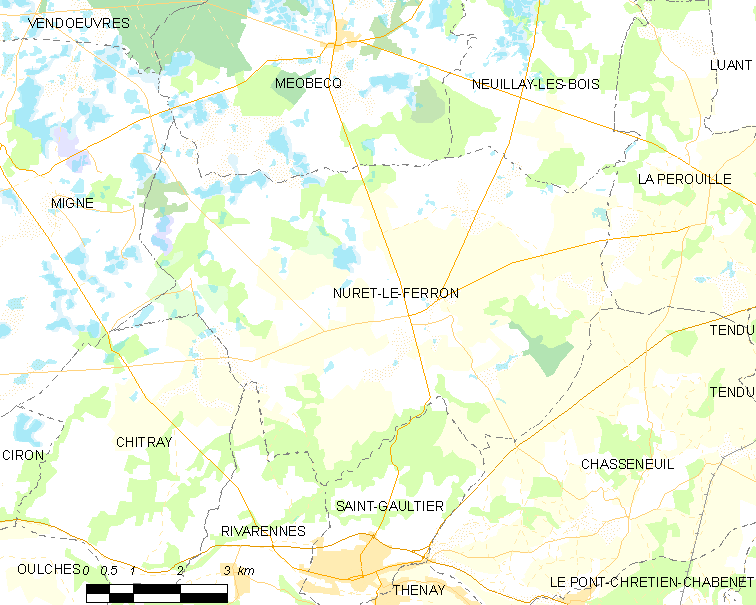
尼雷勒费龙的OSM定位图

尼雷勒费龙的时区为UTC+01:00、UTC+02:00（夏令时）。

## 行政
尼雷勒费龙的邮政编码为36800，INSEE市镇编码为36144。

## 政治
尼雷勒费龙所属的省级选区为圣戈捷县。

## 人口

1962-2008年间尼雷勒费龙人口变化图示

尼雷勒费龙于2022年1月1日时的人口数量为293人。